# Licht (korenmolen)

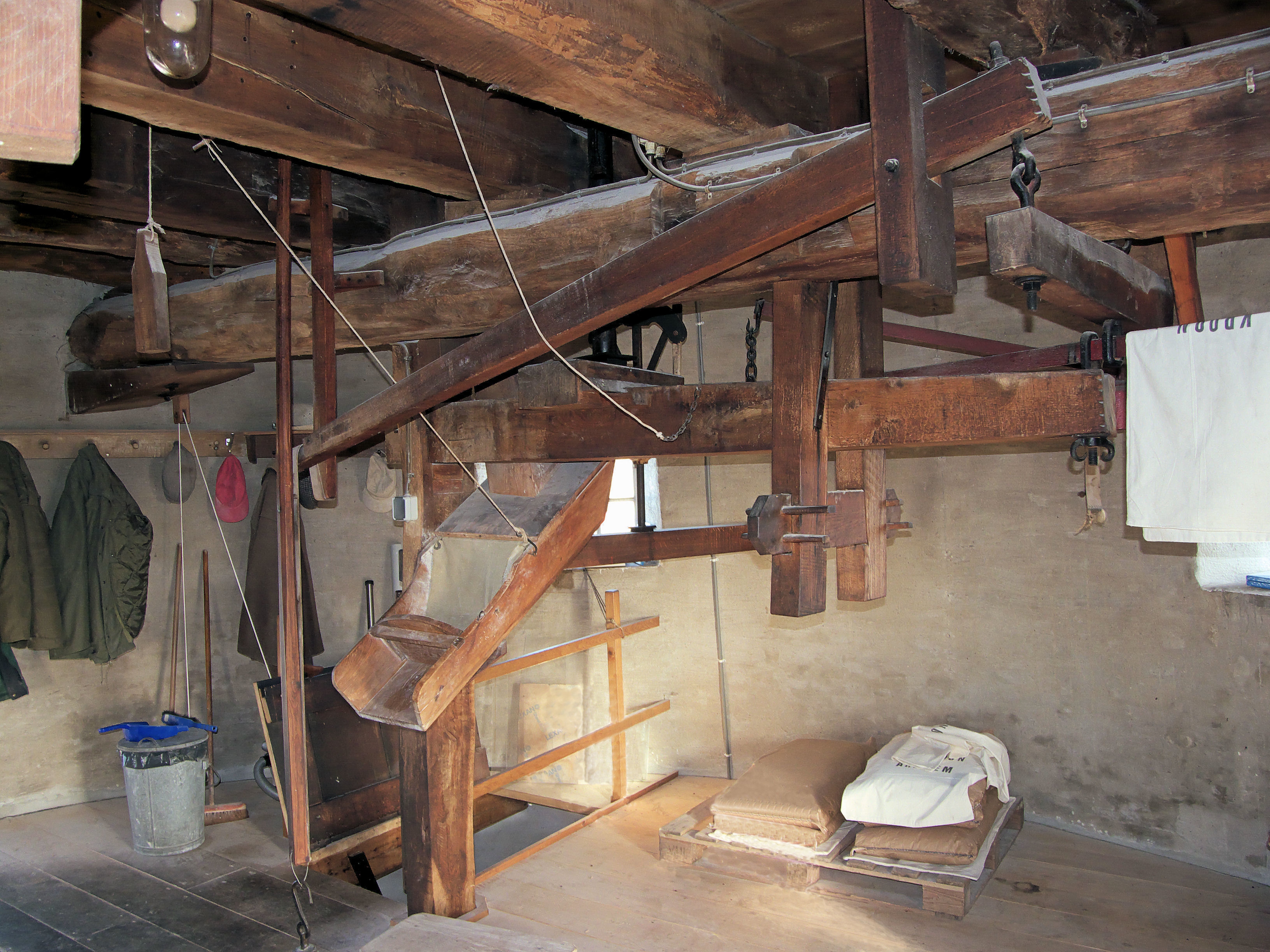
Licht bestaande uit lichtstok (links), lichtboom (vooraan), vonderbalk (rechts) en pasbalk met kussen (achteraan). Op de achtergrond is de regulateur gedeeltelijk zichtbaar.

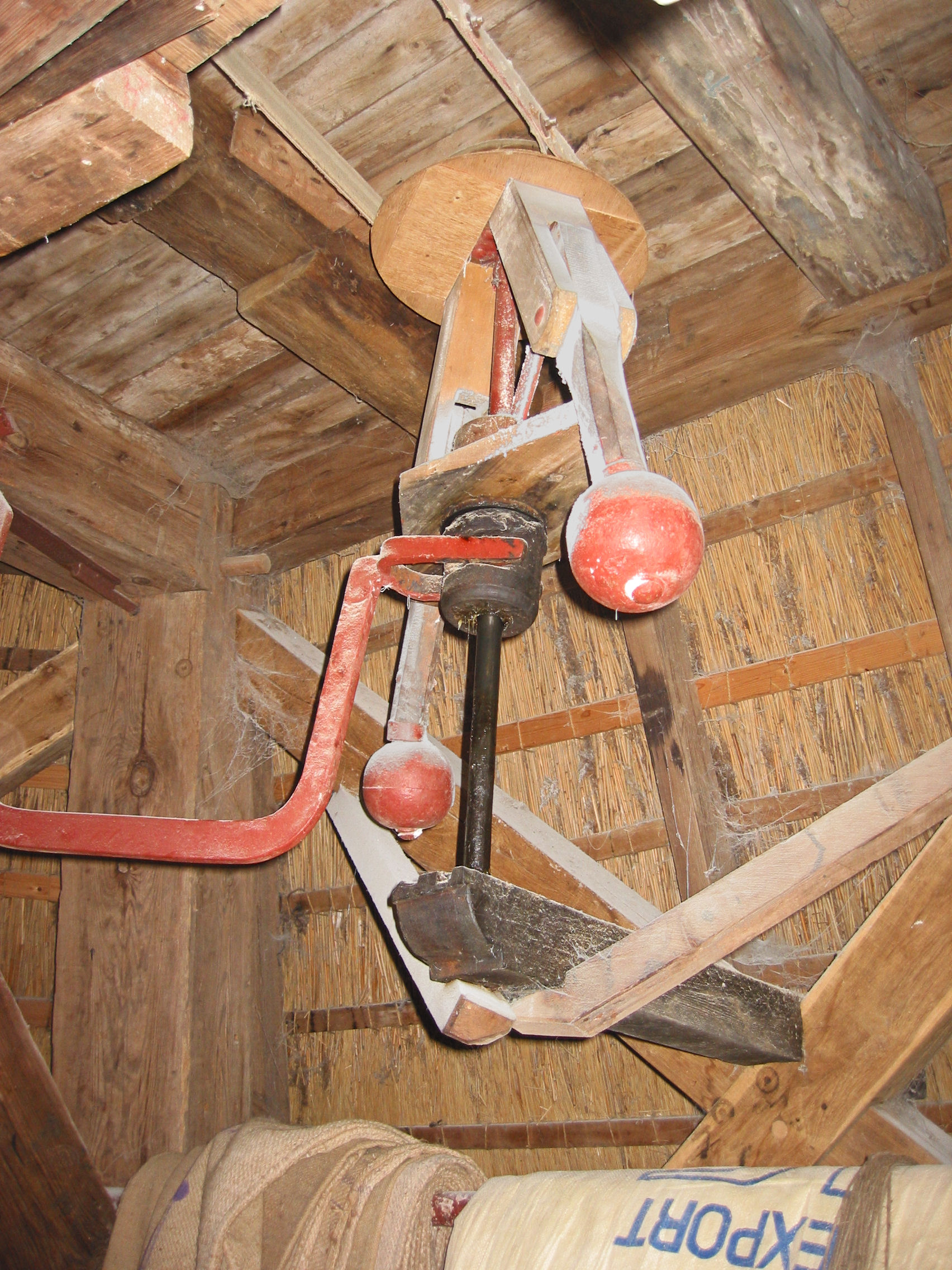
Regulateur van de Walderveense molen

De licht is een hefboomconstructie in een korenmolen waarmee de loper (bovenste molensteen) op en neer bewogen kan worden.
De licht bestaat uit een lichtstok of lichtreep, waarmee de lichtboom op of neer bewogen wordt. De lichtboom brengt de beweging over op de kruisvonder, die vervolgens de vonder- of pasbalk laat bewegen. De pasbalk is opgehangen in het paard. De kruisvonder is niet altijd aanwezig. Op de pasbalk ligt een houten blok, het kussen, waarop de bolspil staat. De bolspil kan loodrecht gezet worden door de trek- en duwwiggen van het kussen. Op de bolspil ligt de loper. Om het bijhouden te vergemakkelijk zit er een contragewicht onderaan de lichtstok of lichtreep, waardoor de ongeveer 1400 kg zware loper met één hand bewogen kan worden.
Met de licht kan de fijnheid van het meel bepaald worden. Bij windmolens is de licht is nodig voor het verkrijgen van een constante fijnheid van het meel. Doordat de wind nooit constant is, draait ook de windmolen niet constant. Als het harder gaat waaien, gaat ook de molen harder draaien. Er komt dan automatisch meer graan tussen de molenstenen. Het meel zou dan te grof worden. Daarom moet de loper dichter naar de ligger zakken, de steen wordt dan bijgehouden. Komt er minder wind, dan gaat de molen langzamer lopen. Er valt dan minder graan tussen de stenen en de loper moet iets opgetild worden: er wordt gelicht. Bij wisselende windsterkte moet de molenaar constant met de licht bijhouden en lichten. Om dit werk de molenaar uit handen te nemen hebben korenmolens vaak een regulateur, die werkt met middelpuntvliedende kracht. De regulateur is aangesloten op de pasbalk.

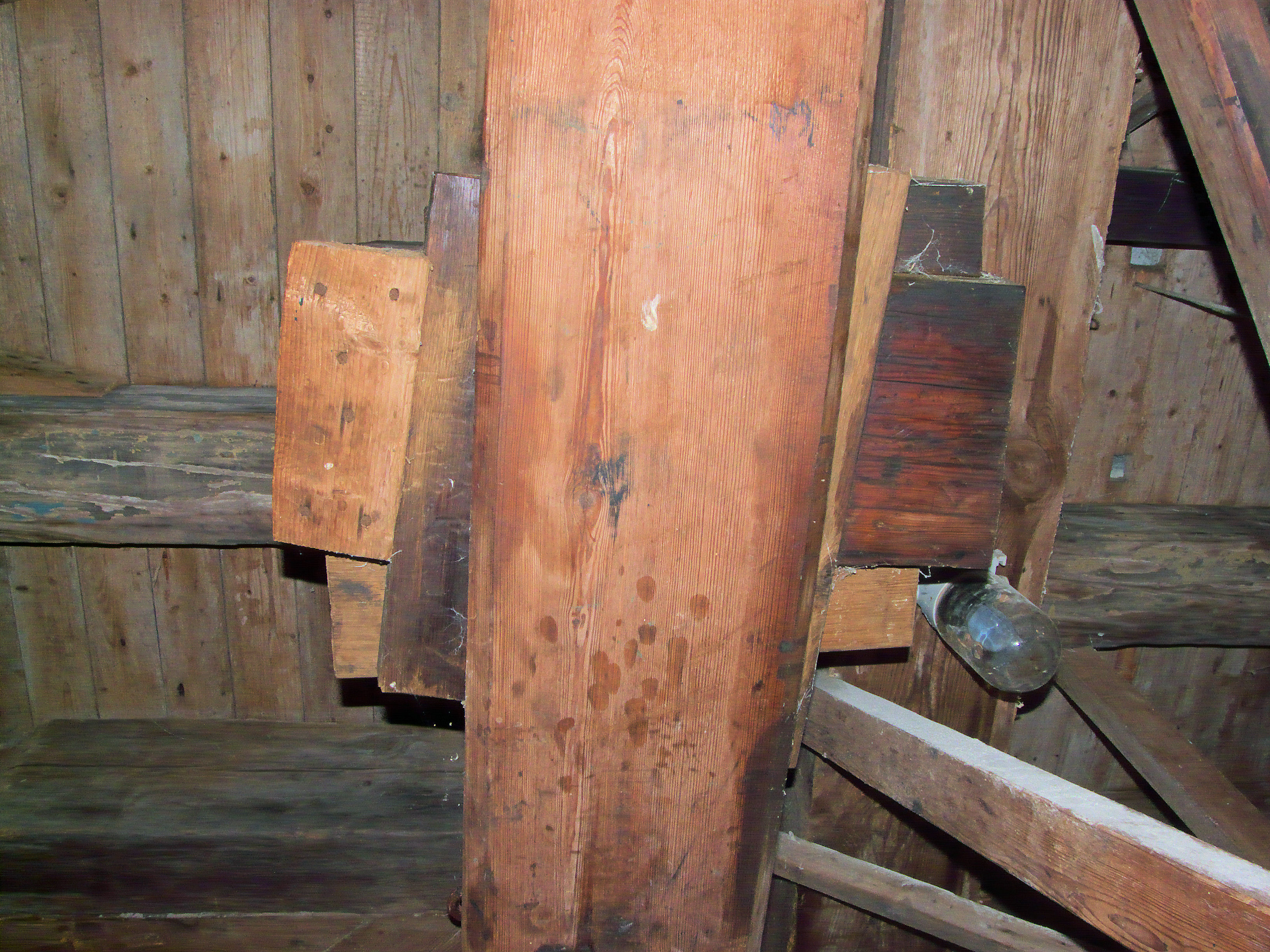
Kussen op de pasbalk. Links en rechts de trekwiggen. Boven en onder boven op de pasbalk de duwwiggen.
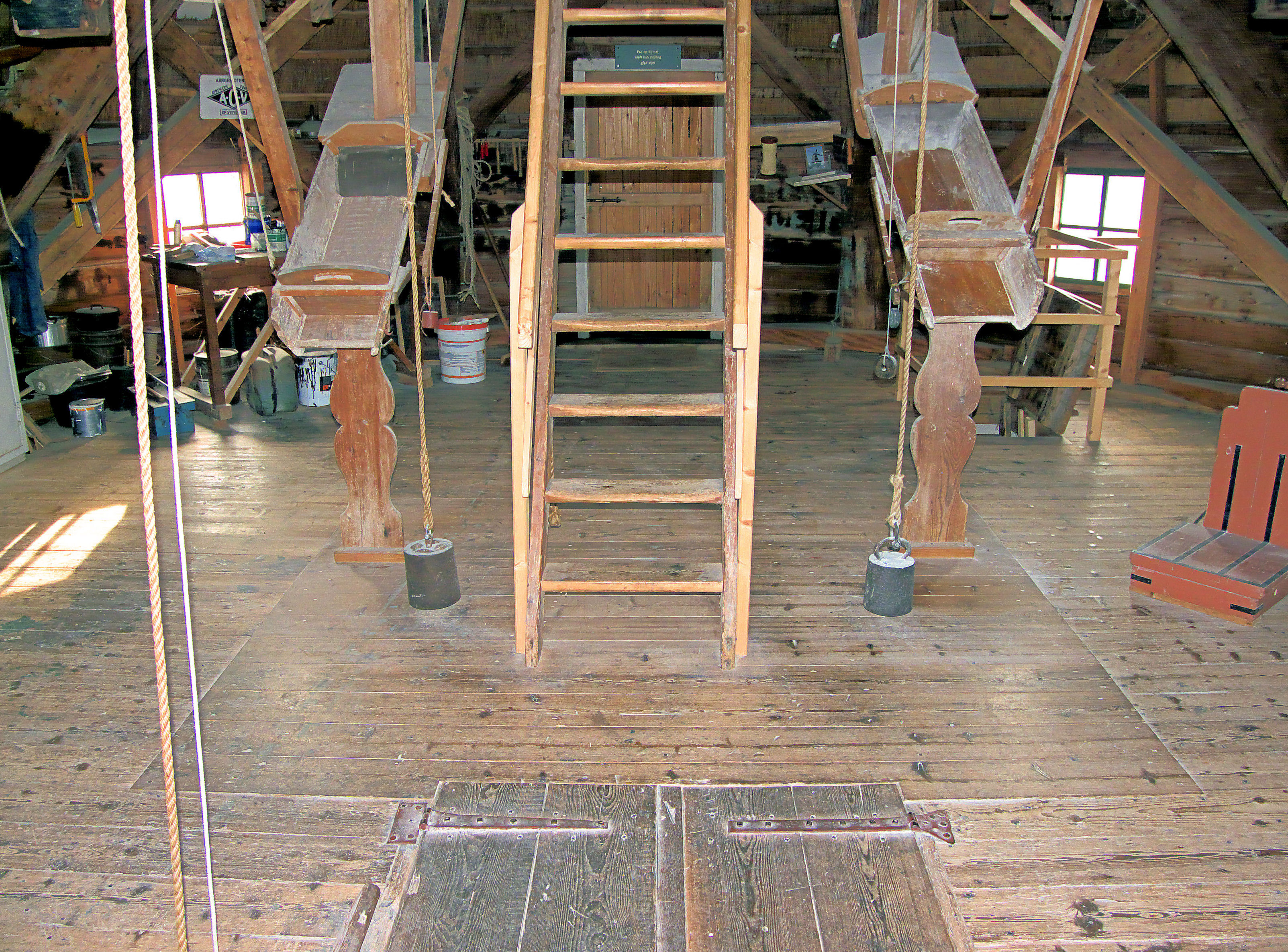
Contragewichten aan lichtrepen Walderveense molen
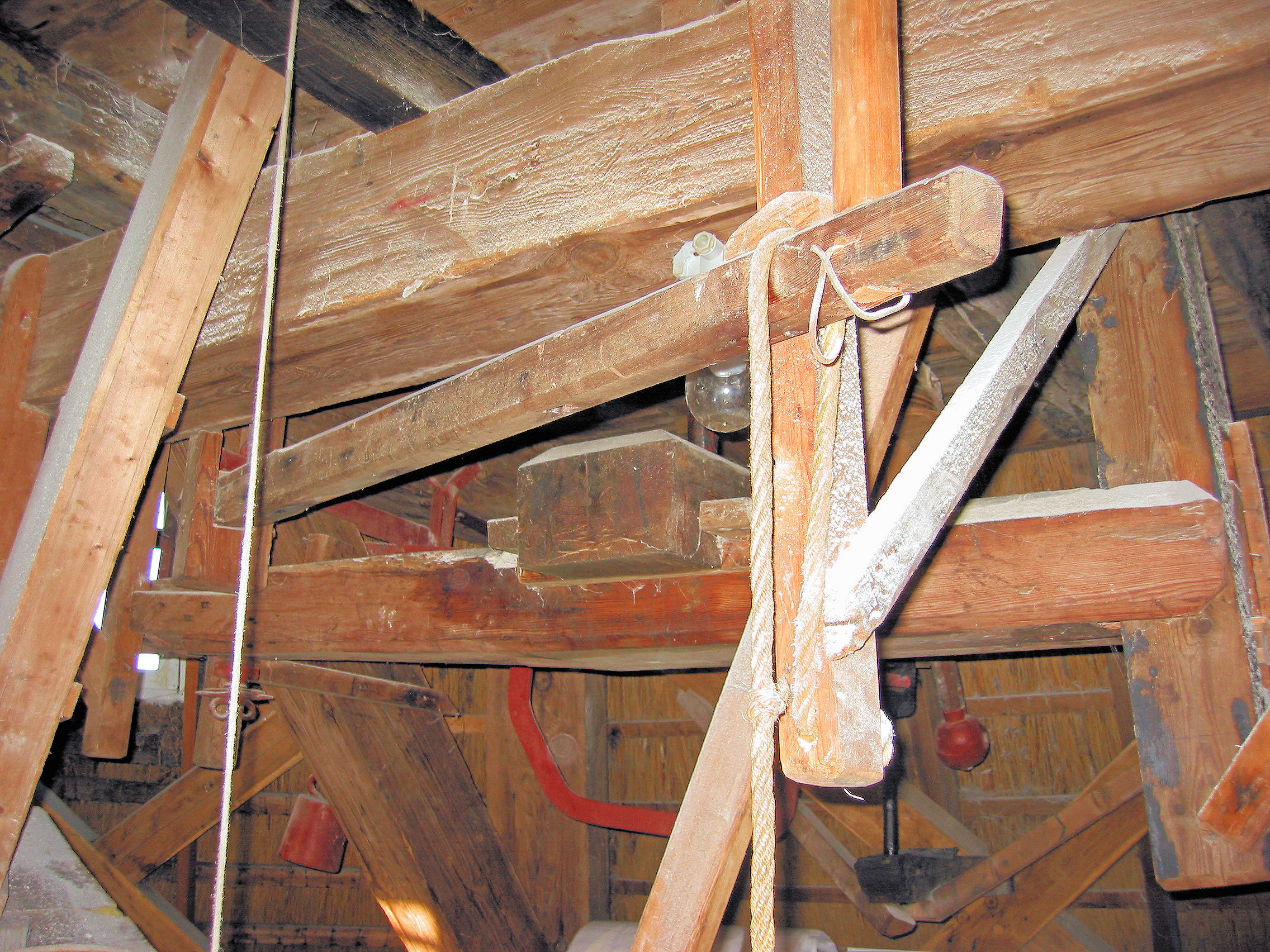
Licht Walderveense molen zonder vonderbalk
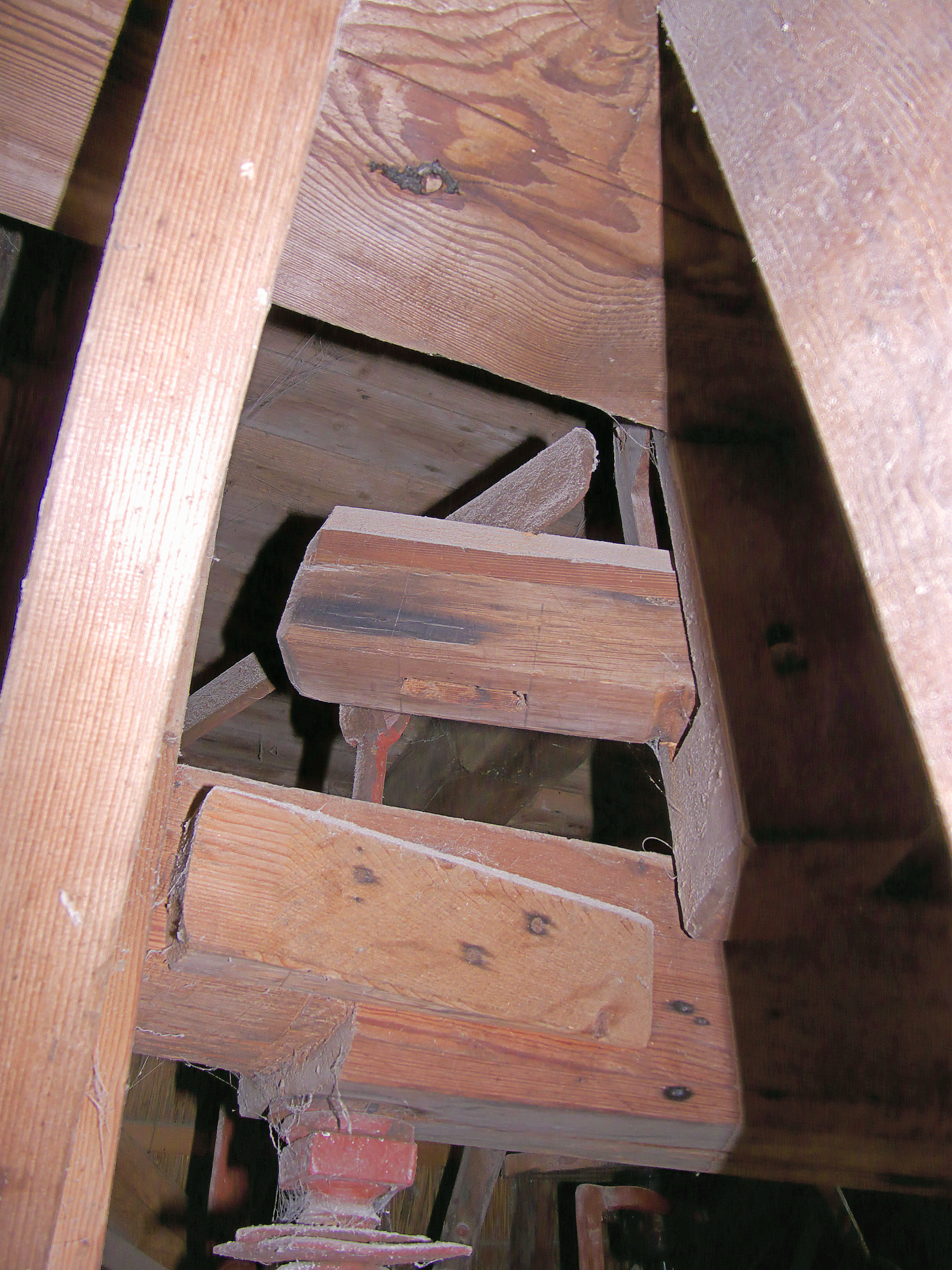
Pasbalk met lichtboom oplegging Walderveense molen